# NATO Standardization Office
O NATO Standardization Office (NSO) ou "Escritório de Padronização da OTAN"  (anteriormente "NATO Standardization Agency", NSA; em francês: "Bureau OTAN de normalization") foi uma agência da OTAN criada em 1951 para lidar com atividades de padronização para a OTAN. A NSA foi formada através da fusão da "Military Agency for Standardization" e do "Office for NATO Standardization". Durante as Reformas da Agência, a NSA foi transformado em "NATO Standardization Office" (NSO) em 1 de julho de 2014, chefiado pelo "Director of the NATO Standardization Office" (DNSO).
O NSO é composto por pessoal militar e civil que foi criado para ser responsável pela padronização tanto do Comitê Militar quanto do "North Atlantic Council". Também fornece padronização para as forças militares dos membros da OTAN, com o objetivo de interoperabilidade entre as nações membros. Também é responsabilidade do NSO iniciar, administrar e promulgar um "Standardization Agreement" (STANAG).
A sede do NSO está localizada na sede principal da OTAN, no Boulevard Léopold III, B-1110 em Bruxelas, que fica em Haren, parte do município de Bruxelas.